# Mobunula bicuspis
Mobunula bicuspis is een mosdiertjessoort uit de familie van de Petraliidae. De wetenschappelijke naam van de soort is, als Mucronella bicuspis, voor het eerst geldig gepubliceerd in 1883 door Hincks.